# Lonchocarpus crucisrubierae
Lonchocarpus crucisrubierae är en ärtväxtart som beskrevs av Henri François Pittier. Lonchocarpus crucisrubierae ingår i släktet Lonchocarpus och familjen ärtväxter. Inga underarter finns listade i Catalogue of Life.